# ما تتمناه (فلم)
ما تتمناه (بالإنجليزية: Wish Upon) هو فيلم رعب وإثارة أمريكي من إخراج جون ليونيتي سنة 2017 م، وبطولة كل من جوي كينج وكي هونغ لي وسيدني بارك وآخرين.

## القصة
تكتشف فتاة مراهقة صندوقُا يحمل قدرات خارقة للطبيعة بحيث يمكنه تحقيق سبع أماني لها، وتستغل هذه الأماني لأجل مصلحتها الشخصية، لكنها تكتشف أن حيازة هذا الصندوق وتحقيق أمانيها له ثمن باهظ، وتقع مجموعة من الأحداث المؤسفة من حولها.

## روابط خارجية
- مقالات تستعمل روابط فنية بلا صلة مع ويكي بيانات

لا توجد روابط لمواقع التواصل الاجتماعي.